# Anthoni Schoonjans

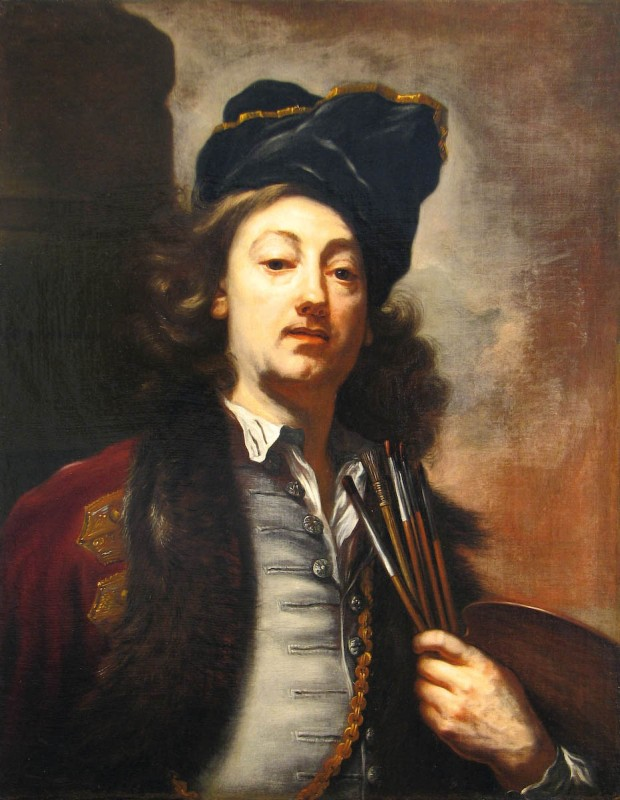
Anthoni Schoonjans, Selbstbildnis

Anthoni Schoonjans (* 1655 in Ninove; † 13. August 1726 in Wien) war ein flämischer Maler.

## Leben
Er wurde in Ninove geboren und studierte unter Erasmus Quellinus II. und seinem Sohn Jan Erasmus Quellinus in Antwerpen. Anlässlich einer Romreise schloss er sich den Bentvueghels, der Gruppe dort ansässiger niederländischer und flämischer Künstler, an; seit 1674 wurde er auch unter dem Spitznamen Parrhasius bekannt. In Rom wohnte er bei Carel de Vogelaer in der Via Margutta; von 1688 bis 1689 wohnte er am Corso, nahe der Via di Ripetta. 1695 wurde er in Wien Hofmaler. 1702 zog er nach Berlin, wo er einen nicht identifizierten „Hofjuden“ porträtierte; er arbeitet über Jahre hinweg für den preußischen Hof. Sein letztes gesichertes Werk ist eine Kreuzesabnahme für das 1717 gegründete „adeliche Frauen-Closter der Salesianerinnen“ am Wiener Rennweg.
Die spärlichen Nachrichten, die aus Schoonjans letzten Lebensjahren vorliegen, deuten stark darauf hin, dass der Maler zurückgezogen in Wien lebte, wo er ein Haus besaß. Werke von ihm in und um Wien sind im Stephansdom, der Stiftskirche des Neuklosters (Wiener Neustadt) und in Weikersdorf. Ebenso ist er in Antwerpen, Riems, Lyon, Amsterdam, den Haag, Brünn, Düsseldorf, Kopenhagen und Berlin durch seine Gemälde vertreten. Ein Gemälde des Künstlers vom Heiligen Stephanus schmückt den Hochaltar der Pfarrkirche Ottnang am Hausruck (Oberösterreich). Vor allem seine Porträt- und Historienmalerei ist in Fachkreisen bekannt. Er war Lehrer von Georg Gsell.

## Galerie

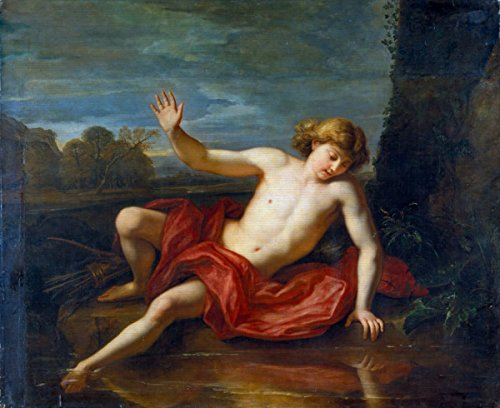
Narziss
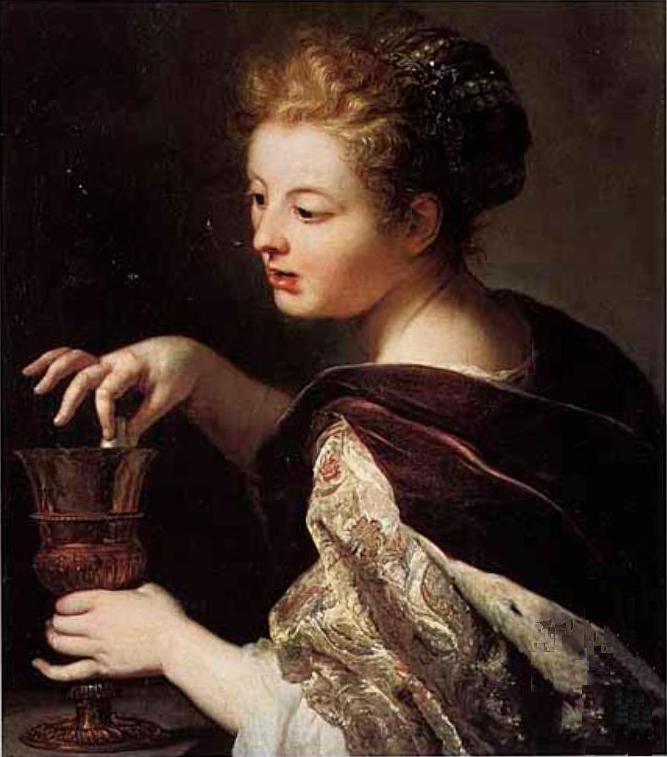
Cleopatra legt eine Perle in den Wein, 1706